# 미야사코 히로유키
미야사코 히로유키(宮迫博之, 1970년 3월 31일 ~ )는 일본 오사카시에서 태어난 일본의 희극인, 배우, 가수다. 소속사는 요시모토흥업종합예술학원이다.

## 개요
- 1970년 3월 31일에 태어났으며 고등학교 졸업.
- 고등학교 졸업후, 경찰관이 되길 원해 오사카부 경찰관 채용시험에 응시했으나 낙방하였다.
- 헤어에 민감하다.미야사코 히로유키의 아버지와 할아버지가 둘 다 대머리였기 때문이다. 그래서 촬영 쉬는 도중이나 야외 로케 촬영에서는 꼭 전용 샴푸를 갖고 다닌다.
- 만화와 애니메이션의 광 팬.

## 출연
- 다음은 미야사코 히로유키가 배우로서 출연한 목록이다.

### 드라마
- 반짝반짝 빛나다 3 (2000)
- 내사랑 사쿠라코 (2000)
- HERO (2001)
- 구명병동 24시 (2001)
- 봄의 로맨스 (2002)
- 소나기 비 갠 오후 (2002)
- AT HOME DAD (2004)
- 사랑의 시간 (2005)
- 다멘즈워커 (2006)
- 샤바케 2 (2008)
- 혈액형별 여자가 결혼하는 방법 (2009)
- 료마전 (2010)

### 영화
- 불량공주 모모코 (2004)
- 우부메의 여름 (2005)
- 대일본인 (2007)
- 카페 이소베 (2008)
- 20세기 소년 제 1장 (2008)
- 웃는 경찰 (2009)